# Liste der Gemeinden im Landkreis Wittmund

Karte des Landkreises Wittmund

Die Liste der Gemeinden im Landkreis Wittmund gibt einen Überblick über die 19 kleinsten Verwaltungseinheiten des Landkreises. Zwei der Gemeinden sind Städte. Die Kreisstadt Wittmund ist eine Mittelstadt, Esens ist eine Kleinstadt. Der Landkreis ist nach dem Landkreis Lüchow-Dannenberg der Einwohnerzahl nach der zweitkleinste Landkreis Niedersachsens und Deutschlands.
Der Landkreis entstand 1885 aus den Ämtern Wittmund und Esens sowie der Stadt Esens. Durch die im Jahr 1977 durchgeführte Kreisreform wurde der Landkreis Wittmund aufgelöst und mit den Gemeinden Jever, Sande, Schortens, Wangerland und Wangerooge des ehemaligen Landkreises Friesland zum neuen Großlandkreis Friesland zusammengefasst. Kreisstadt wurde Wittmund. Aufgrund verschiedener Verfassungsklagen vor dem niedersächsischen Staatsgerichtshof wurde die Neugliederung des Raumes Friesland/Wittmund zum 1. Januar 1980 zurückgenommen und die Landkreise Ammerland, Friesland und Wittmund wurden in ihrer bisherigen Form wiederhergestellt. Die heutige Gemeindegliederung war im Jahr 1980 abgeschlossen. Bei den Teilorten der Gemeinden ist das Jahr vermerkt, in dem diese der Gemeinde beitraten.

## Beschreibung
Weiter gegliedert werden kann der Landkreis in zwei Samtgemeinden:
- Samtgemeinde Esens: mit der Stadt Esens und den Gemeinden Dunum, Holtgast, Moorweg, Neuharlingersiel, Stedesdorf und Werdum;
- Samtgemeinde Holtriem: mit den Gemeinden Westerholt, Blomberg, Eversmeer, Nenndorf, Neuschoo, Ochtersum, Schweindorf und Utarp;

Die Stadt Wittmund und die Gemeinden Friedeburg, Langeoog und Spiekeroog sind Einheitsgemeinden.
Der Landkreis hat eine Gesamtfläche von 656,68 km2. Die größte Fläche innerhalb des Landkreises haben die Stadt Wittmund mit 210,0 km2 und die Gemeinde Friedeburg mit 164,0 km2. Es folgt die Gemeinde Stedesdorf mit 27,95 km2. Weitere vier Gemeinden haben eine Fläche die größer ist als 20 km2, darunter die Stadt Esens. Neun Gemeinden haben eine Fläche von über 10 km2 und drei Gemeinden sind kleiner als 10 km2. Diese drei kleinsten Gemeinden sind Nenndorf mit 6,86 km2, Utarp mit 6,37 km2 und Schweindorf mit 5,44 km2.
Den größten Anteil an der Bevölkerung des Landkreises von 56.013 Einwohnern haben die Kreisstadt Wittmund mit 20.152 Einwohnern, die Gemeinde Friedeburg mit 10.274 Einwohnern und die Stadt Esens mit 6995 Einwohnern. Eine Gemeinde hat über 2.000 Einwohner, sieben haben über und acht unter 1.000 Einwohner. Die drei von der Einwohnerzahl her kleinsten Gemeinden sind Nenndorf mit 751 Einwohnern, Schweindorf mit 732 und Utarp mit 651 Einwohnern.
Der gesamte Landkreis Wittmund hat eine Bevölkerungsdichte von 85 Einwohnern pro km2. Die größte Bevölkerungsdichte innerhalb des Kreises hat die Stadt Esens mit 261 Einwohnern pro km2, gefolgt von den Gemeinden Westerholt mit 180 und Schweindorf mit 135. Weitere drei Gemeinden haben eine Bevölkerungsdichte von über 100. Von den restlichen dreizehn Gemeinden mit weniger als 100 Einwohnern pro km2 haben zwei, darunter die Stadt Wittmund, eine höhere Bevölkerungsdichte als der Landkreisdurchschnitt von 85. Die am dünnsten besiedelten Gemeinden sind die Inselgemeinde Spiekeroog mit 35, sowie die Gemeinden Dunum mit 38 und Werdum mit 38 Einwohnern pro km2.

## Legende
- Gemeinde: Name der Gemeinde beziehungsweise Stadt
- Teilorte: Aufgezählt werden die ehemals selbständigen Gemeinden der Verwaltungseinheit. Dazu ist das Jahr der Eingemeindung angegeben[1]
- Samtgemeinde: Zeigt die Zugehörigkeit zu einer der Samtgemeinden
- Wappen: Wappen der Gemeinde beziehungsweise Stadt
- Karte: Zeigt die Lage der Gemeinde beziehungsweise Stadt im Landkreis
- Fläche: Fläche der Stadt beziehungsweise Gemeinde, angegeben in Quadratkilometer
- Einwohner: Zahl der Menschen die in der Gemeinde beziehungsweise Stadt leben (Stand: 31. Dezember 2023[2])
- EW-Dichte: Angegeben ist die Einwohnerdichte, gerechnet auf die Fläche der Verwaltungseinheit, angegeben in Einwohner pro km2 (Stand: 31. Dezember 2023[3])
- Höhe: Höhe der namensgebenden Ortschaft beziehungsweise Stadt in Meter über Normalnull
- Bild: Bild aus der jeweiligen Gemeinde beziehungsweise Stadt

## Gemeinden
| Gemeinde              | Teilorte | Samtgemeinde | Wappen                               | Karte                                                    | Fläche | Einwohner | EW- Dichte | Höhe | Bild |
| --------------------- | --- | ------------ | ------------------------------------ | -------------------------------------------------------- | ------ | --------- | ---------- | ---- | --- |
| Landkreis Wittmund    | |              | Wappen des Landkreises Wittmund      | Lage des Landkreises Wittmund in Niedersachsen           | 656,68 | 56,013    | 85         |      | die Harle bei Wittmund · Nordseeinsel Spiekeroog – Deich am Hafen, davor Salzwiese, im Hintergrund: Dünen |
| Blomberg              | Blomberg Südmoor | Holtriem     | führt kein Wappen                    | Lage der Gemeinde Blomberg im Landkreis Wittmund         | 12,8   | 1.859     | 145        | 7    | Kirche von Blomberg                                                                                       |
| Dunum                 | Dunum Brill | Esens        | Wappen der Gemeinde Dunum            | Lage der Gemeinde Dunum im Landkreis Wittmund            | 26,83  | 1.024     | 38         | 0    | Dunumer Kirche                                                                                            |
| Esens (Stadt)         | Esens Bensersiel (1972) Sterbur (1972) | Esens        | Wappen der Stadt Esens               | Lage der Stadt Esens im Landkreis Wittmund               | 26,83  | 6.995     | 261        | 3    | Rathaus von Esens                                                                                         |
| Eversmeer             | Eversmeer | Holtriem     | führt kein Wappen                    | Lage der Gemeinde Eversmeer im Landkreis Wittmund        | 11,56  | 841       | 73         | 8    | am Ewigen Meer, dem größten Hochmoorsee Deutschlands                                                      |
| Friedeburg            | Friedeburg Abickhafe (1972) Bentstreek (1972) Dose (1972) Etzel (1972) Hesel (1972) Hoheesche (1972) Horsten (1972) Marx (1972) Reepsholt (1972) Wiesede (1972) Wiesedermeer (1972) (Die Gemeinden Abickhafe, Dose, Hoheesche und Reepsholt bildeten einige Monate vor der Eingemeindung nach Friedeburg eine Gemeinde Reepsholt, die dann nach Friedeburg eingemeindet wurde) |              | Wappen der Gemeinde Friedeburg       | Lage der Gemeinde Friedeburg im Landkreis Wittmund       | 164,0  | 10,274    | 63         | 3    | im Ortsteil Reepsholt                                                                                     |
| Holtgast              | Holtgast Damsum (1972) Fulkum (1972) Utgast (1972) | Esens        | Wappen der Gemeinde Holtgast         | Lage der Gemeinde Holtgast im Landkreis Wittmund         | 24,0   | 1.798     | 75         | 2    | Ehemalige Haltestelle der Ostfriesischen Küstenbahn in Holtgast – heute Sitz der Gemeindeverwaltung       |
| Langeoog              | Langeoog |              | Wappen der Gemeinde Langeoog         | Lage der Gemeinde Langeoog im Landkreis Wittmund         | 19,67  | 1.350     | 69         | 5    | Wasserturm von Langeoog – ein Wahrzeichen der Insel · Inselbahn auf Langeoog                              |
| Moorweg               | Moorweg (Zusammenschluss aus den Ortsteilen Altgaude, Klosterschoo, Neugaude, Wagnersfehn und Westerschoo im Jahr 1972) | Esens        | Wappen der Gemeinde Moorweg          | Lage der Gemeinde Moorweg im Landkreis Wittmund          | 18,65  | 883       | 47         | 2    | NaturschutzgebietOchsenweide                                                                              |
| Nenndorf              | Nenndorf | Holtriem     | führt kein Wappen                    | Lage der Gemeinde Nenndorf im Landkreis Wittmund         | 6,86   | 751       | 109        | 6    | Mühle Nenndorf Ostfriesland 2012 Bild 2                                                                   |
| Neuharlingersiel      | Neuharlingersiel Altharlingersiel (1972) Ostbense (1972) Seriem (1968) | Esens        | Wappen der Gemeinde Neuharlingersiel | Lage der Gemeinde Neuharlingersiel im Landkreis Wittmund | 24,55  | 957       | 39         | 1    | Krabbenkutter im Hafen von Neuharlingersiel                                                               |
| Neuschoo              | Neuschoo | Holtriem     | führt kein Wappen                    | Lage der Gemeinde Neuschoo im Landkreis Wittmund         | 14,47  | 1.213     | 84         | 6    | Klinker-Ziegelei in Neuschoo                                                                              |
| Ochtersum             | Ostochtersum Westochtersum Barkholt | Holtriem     | führt kein Wappen                    | Lage der Gemeinde Ochtersum im Landkreis Wittmund        | 10,82  | 922       | 85         | 5    | Evangelische Kirche in Westochtersum mit Glockenturm                                                      |
| Schweindorf           | Schweindorf | Holtriem     | führt kein Wappen                    | Lage der Gemeinde Schweindorf im Landkreis Wittmund      | 5,44   | 732       | 135        | 5    | Schweindorfer Windmühle                                                                                   |
| Spiekeroog            | Spiekeroog |              | Wappen der Gemeinde Spiekeroog       | Lage der Gemeinde Spiekeroog im Landkreis Wittmund       | 18,25  | 647       | 35         | 3    | Luftaufnahme der Insel aus Westen · Inselkirche Spiekeroog                                                |
| Stedesdorf            | Stedesdorf Mamburg (1972) Osteraccum (1972) Thunum (1972) | Esens        | Wappen der Gemeinde Stedesdorf       | Lage der Gemeinde Stedesdorf im Landkreis Wittmund       | 27,95  | 1.623     | 58         | 0    | St. Ägidienkirche Stedesdorf                                                                              |
| Utarp                 | Utarp | Holtriem     | führt kein Wappen                    | Lage der Gemeinde Utarp im Landkreis Wittmund            | 6,37   | 651       | 102        | 2    | Utarp windmill 1250                                                                                       |
| Werdum                | Werdum | Esens        | Wappen der Gemeinde Werdum           | Lage der Gemeinde Werdum im Landkreis Wittmund           | 18,45  | 706       | 38         | 2    | Burg Edenserloog                                                                                          |
| Westerholt            | Westerholt | Holtriem     | führt kein Wappen                    | Lage der Gemeinde Westerholt im Landkreis Wittmund       | 14,63  | 2.635     | 180        | 3    | Rathaus der Samtgemeinde Holtriem in Westerholt                                                           |
| Wittmund (Kreisstadt) | Wittmund Ardorf (1972) Asel (1972) Berdum (1972) Blersum (1972) Burhafe (1972) Buttforde (1972) Carolinensiel (1972) Eggelingen (1972) Funnix (1972) Hovel (1972) Leerhafe (1972) Uttel (1972) Willen (1972) |              | Wappen der Stadt Wittmund            | Lage der Stadt Wittmund im Landkreis Wittmund            | 210,0  | 20,152    | 96         | 4    | Wittmund – Haus mit breitem Schweifgiebel · Hafen im Ortsteil Carolinensiel                               |

## Ehemalige Gemeinden
Siehe: Ehemalige Gemeinden des Landkreises Wittmund